# 고리형 구아노신 일인산
고리형 구아노신 일인산(cyclic GMP, cGMP)은 구아노신 삼인산(GTP)에서 만들어지는 고리형 뉴클레오티드이다. 이는 세포 내 신호전달경로에 관여하는 2차 신호전달자이다.

## 합성
구아닐산 고리화효소(Guanylate cyclase)가 GTP를 기질로 cGMP를 합성한다.

## 분해
인산이에스테르가수분해효소(Phosphodiesterase)에 의해 일어난다. 이 효소의 기능을 억제하여 cGMP의 신호전달 기능을 최대화시킬 수 있다. 예를 들어, 발기부전 치료제 비아그라는 혈관 이완 작용의 신호전달경로에 작용하는 cGMP를 분해하는 인산이에스테르가수분해효소를 억제하여 혈관 확장을 유도하는데, 이는 발기를 촉진, 강화하는 결과를 가져온다.

## 같이 보기
- 고리형 아데노신 일인산(cAMP)